# موسى أشلي كورتيس
موسى أشلي كورتيس (بالإنجليزية: Moses Ashley Curtis)‏ هو عالم نبات أمريكي، ولد في 11 مايو 1808 في Stockbridge, Massachusetts ‏ في الولايات المتحدة، وتوفي في 10 أبريل 1872 في هيلزبورو في الولايات المتحدة.